# عملية قبل الفجر
عملية "قبل الفجر" هي عملية هجومية شنتها إيران خلال الحرب العراقية الإيرانية عام 1983 في محيط منطقة العمارة، على بُعد 200 كيلومتر جنوب شرق بغداد. ونُفذت بقيادة الحرس الثوري الإسلامي، بدعم من الجيش النظامي. وخلال العملية، تكبدت إيران خسائر فادحة نتيجة ضعف الدعم الجوي، ونيران المدفعية العراقية الكثيفة، والقصف الجوي.

## مقدمة
خطط الإيرانيون في الأصل للهجوم بمناسبة الذكرى الرابعة للثورة الإسلامية. كانت الأهداف الرئيسية هي طرد قوات العدو من الأراضي الإيرانية، والاستيلاء على الأراضي العراقية في منطقة العمارة، والتقدم نحو المدينة. كان الاستيلاء على مدينة العمارة سيمنح إيران اليد العليا في تعطيل حركة القوات والإمدادات من بغداد إلى البصرة.
أفادت الاستخبارات الأمريكية أن كلا الجانبين كان لديه أكثر من 100,000 جندي مستعد للمعركة. تألفت القوات الإيرانية في معظمها من "الاحتياط الأخير" من متطوعي البسيج والباسداران، مدعومين بفرقتين من جيش جمهورية إيران الإسلامية. أما القوات العراقية، فتكونت في معظمها من جنود مشاة مجندين، مدعومين بألوية دبابات من الحرس الجمهوري. بالإضافة إلى ذلك، احتفظ العراقيون بثلاثة خطوط من الخنادق شكلت نصف دائرة حول العمارة.
زادت طبيعة ساحة المعركة من صعوبة المهمة على إيران. فالمنطقة المحيطة بالعمارة كانت عبارة عن تلال رملية ومستنقعات شكلت سهلاً مفتوحاً. ولهذا الغرض، وُضعت الخنادق العراقية في مواقع استراتيجية تمتد من التلال الرملية إلى أطراف المستنقعات.
وبغض النظر عن ذلك، تفاخر رئيس البرلمان الإيراني علي أكبر هاشمي رفددسنجاني أيضًا بما يلي:
ويتوقع الشعب أن يكون هذا الهجوم هو العملية العسكرية الأخيرة التي ستحدد مصير المنطقة.

## المعركة
انطلقت عملية فجر النصر في 6 فبراير/شباط 1983، وشهدت تحولاً في تركيز إيران من القطاع الجنوبي إلى القطاعين الأوسط والشمالي. هاجمت إيران، مستخدمةً 200 ألف جندي من قوات "الاحتياط الأخير" التابعة للحرس الثوري، على طول خط يبلغ 40 كيلومترًا (25 ميلًا). تمتد بالقرب من العمارة بالعراق لمسافة حوالي 200 كيلومتر (120 ميل) جنوب شرق بغداد. تقدمت فرقة مدرعة واحدة إلى سومر في المنطقة الوسطى كمحاولة تحويل لإخفاء سبع فرق مشاة احتياطية اتجهت من القطاع الجنوبي إلى مدينة دزفول المركزية. كان العراقيون على علم بهذا التمركز للقوات، وكانوا على علم بهجوم بشري جماعي حتمي سيحدث في المنطقة الوسطى، إلا أنهم لم يفعلوا شيئًا لتعطيل ما سيصبح عملية "قبل الفجر"، التي بدأت في فبراير 1983.[64] كانت هذه هي خطة إيران التي طال انتظارها لنقل الحرب إلى داخل العراق على نطاق واسع. أراد الإيرانيون اختراق مدينتي الشبيب والعمارة والاستيلاء عليهما، والوصول إلى الطرق السريعة التي تربط بغداد بالعمارة ثم بالبصرة. في الجنوب، حاولت قوة إيرانية ضخمة، مؤلفة من فرقتين مشاة وفرقتين مدرعتين، وثلاثة أفواج من حرس الحدود، وفوج محمول جوًا، وفرقة من الباسيج، وكتيبتين من المدفعية، عزل البصرة عن بقية العراق.[64]
كان الفيلق العراقي الرابع، الذي كان يتكون من فرقتين مشاة وفرقة ميكانيكية وفرقتين مدرعتين، يواجه الإيرانيين. وقد توقف هجوم الشبيب بسبب 60 كيلومترًا من المنحدرات الجبلية والغابات وسيول الأنهار التي غطت الطريق إلى العمارة. وبمجرد وصول الإيرانيين أخيرًا بالقرب من العمارة، أحبط مقاتلو القوات الجوية العراقية الدعم الجوي الإيراني القريب، ولكن الهجوم المضاد العراقي أعاق أيضًا وتراجعت الهجمات والهجمات المضادة المختلفة إلى تحصن ومبارزات مدفعية. وتحصن الإيرانيون على طول خطوط المواجهة بأكملها، من الشمال إلى الجنوب، وعلى الرغم من أن العراق صدّ الهجوم على الشبيب، إلا أنه لم يسفر عن ميزة تكتيكية للعراق حيث ركزت هذه الآلاف من القوات الإيرانية المتحصنة نيران المدفعية على البصرة وخانقين ومندلي.[64]
وبحلول منتصف الهجوم، أفادت إذاعة طهران بتحرير أكثر من 120 ميل مربع (310 كـم2) من الأراضي الإيرانية (والتي كانت في الواقع واحدة من عدة أراضٍ متنازع عليها). إلا الواقع كان أكثر قتامة، حيث لجأت إيران باستمرار إلى أساليب بدائية، بما في ذلك استخدام الجنود في هجمات الموجات البشرية عبر المنطقة المحرمة، والتي قوبلت دائمًا بنيران العراقيين المهلكة. حاول الإيرانيون، بتجهيزاتهم الخفيفة ودعمهم غير الكافي وتدريبهم الضعيف، مهاجمة جنود المشاة العراقيين المتحصنين الذين كانوا يطلقون النار من الخنادق. بالإضافة إلى ذلك، لقي مئات الجنود الإيرانيين المراهقين حتفهم، وأُسر بعضهم بعد إصابتهم. سكان مدينة الأهواز، 100 ميل (160 كـم) خلف الجبهة، أفادوا بأن مشرحتهم كانت ممتلئة عن آخرها بجثث من الميدان.

## تجربة شخصية
فيما يلي مقتطف نادر من تجربة جندي طفل خلال هذه العملية. استُشهد به من كتاب إيان براون، " أبناء الخميني المنسيون: قصة جنود إيران الصبية".
بعد شهر واحد فقط من التدريب في معسكر قرب خرمشهر، أُرسلتُ إلى الجبهة. عندما وصلنا، تجمعنا جميعًا في حقلٍ لا بد أن ألفًا منا كانوا فيه، بعضنا أصغر مني سنًا، وبعضنا من كبار السن أيضًا. أخبرنا القائد أننا سنهاجم موقعًا عراقيًا شمال شرق البصرة يحرس طريق القرنة، في محاولةٍ للاستيلاء على الطريق. في صباح اليوم التالي، انطلقنا في الساعة الرابعة صباحًا في شاحنات عسكرية، وقد أُعطيتُ مسدسًا وقنبلتين يدويتين. توقفت الشاحنات عند الجبهة الإيرانية، وطلبوا من الجميع النزول. بدأت الشمس تشرق ونحن نسير نحو الخطوط العراقية، يا إلهي، كم كنتُ خائفًا! قيل لنا إن الموقع يبعد ثلاثة كيلومترات. كلما اقتربنا، سمعنا دوي انفجار القذائف، وأعتقد أننا كنا نقصفهم. عندما وصلنا إلى قمة التل، بدأنا نركض على الجانب الآخر باتجاه موقع العدو. لم أعد خائفًا. صرخنا جميعًا "الله أكبر" ونحن نركض، ورأيت جنودًا أمامنا - صفًا من الخوذات - ثم بدأوا بإطلاق النار. تساقط الناس من حولي، لكنني واصلت الركض والصراخ بينما كان الكثيرون يُقتلون. عندما وصلت إلى الخنادق، كنت قد ألقيت قنابلي اليدوية وفقدت بندقيتي لسبب ما، لكنني لا أتذكر كيف. ثم أُصبت في ساقي وسقطت أرضًا وبقيت ملقىً لفترة طويلة أمام خطوط المواجهة. مر بي إيرانيون آخرون لكنهم سقطوا جميعًا. أردت النهوض ومساعدتهم لكنني لم أستطع الحركة. شعرت وكأن ساقي تحترق. أخيرًا، توقف الهجوم بعد الظهر، لكنني كنت نائمًا عندما خرج العراقيون من الخنادق لإلقاء نظرة على الجثث. كانوا يركلونهم، وعندما ركلوني، صرخت من الألم. لكنهم حملوني وألقوا بي في مؤخرة شاحنة. بالنسبة لي، انتهت الحرب.

## العواقب
تمكنت إيران من استعادة 100 ميل مربع (260 كـم2) من أراضيها (جزء من الأراضي المتنازع عليها). لكن بعد أسبوع من الجمود، تخلت إيران عن العملية بعد تحقيق مكاسب ضئيلة ضد العراقيين. تراجع رفسنجاني لاحقًا عن تباهيه السابق، قائلاً إن الهجوم لم يكن الأخير كما كان متوقعًا. أما بالنسبة للعراقيين فقد ساعد هذا الانتصار القوات البرية المهتزة والمتعثرة على رفع معنوياتها.
تكبد الإيرانيون خسائر فادحة في تطهير حقول الألغام واختراق الألغام العراقية المضادة للدبابات المحيطة بالبصرة، والتي عجز المهندسون العراقيون عن استبدالها. نشر العراق قواته البحرية لتشتيت الانتباه، ودمر زوارق دورية إيرانية في ميناء خور موسى الإيراني. كما نُشِرَت القوات الجوية العراقية بفعالية، حيث كثفت المقاتلات ذات الأجنحة الثابتة نيرانها على التشكيلات الإيرانية في القطاع الجنوبي. بعد هذه المعركة، استمرت الحلقة المفرغة من الهجمات الإيرانية الموجية، ولكن ليس بمستوى عملية ما قبل الفجر، أو الهجمات الإيرانية الضخمة السابقة عام 1982.[64]
بالإضافة إلى ذلك، شهد قطاع مندلي-بغداد الشمالي الأوسط قتالًا عنيفًا خلال أبريل/نيسان 1983، حيث صدت فرق المشاة والميكانيكية العراقية الهجمات الإيرانية. كانت الخسائر كبيرة، وبحلول نهاية عام 1983، قُدِّر عدد القتلى الإيرانيين بنحو 120 ألفًا والعراقيين بنحو 60 ألفًا خلال الحرب بأكملها. وعلى الرغم من هذه الخسائر، حافظت إيران على تفوقها في حرب الاستنزاف عام 1983.[6]:2 وبحلول ذلك الوقت، قُدِّر عدد الطائرات المقاتلة الإيرانية العاملة في أي وقت بما لا يزيد عن 70 طائرة، ولهذا السبب استُخدمت المروحيات في كثير من الأحيان للدعم الجوي القريب، لأن إيران كانت تمتلك منشآتها الخاصة من قبل الثورة لإصلاحها.[58] [64]

## فهرس
1. الضربة الأخيرة ، مجلة تايم، 21 فبراير 1983.
2. أبناء الخميني المنسيون: قصة جنود إيران الصبية ، دار نشر غراي سيل، 1990.
3. الحرب الأطول ، تأليف ديليب هيرو، روتليدج، تشابمان، وهول، 1991.
4. http://smallwarsjournal.com/jrnl/art/the-%E2%80%9Cdawn-of-victory%E2%80%9D-campaigns-to-%E2%80%9Cfinal-push%E2%80%9D-part-three-of-three

## روابط خارجية
- تاريخ إيران: الحرب الإيرانية العراقية 1980-1988
- http://www.globalsecurity.org/military/library/report/1985/SRE.htm| - ع - ن - ت الحرب العراقية الإيرانية                                                                                                                                                                                                                                                                                                                                                                                                                                                                                                                                                                                                                                                                                                                                                                                                                                                                                                                                                                                                                                                                                                                                                                                                                                                                                                                                                                                                                                                         | - ع - ن - ت الحرب العراقية الإيرانية |
| --- | ------------------------------------ |
| حوادث ما قبل الحرب - الثورة الإسلامية الإيرانية - التمرد الكردي في إيران 1979 - انتفاضة الأهواز 1979 - حصار السفارة الإيرانية الغزو العراقي لإيران (1980) - عملية كمان 99 - معركة المحمرة الأولى - سلطان 10 - عملية الهجوم على مفاعل تموز - حصار عبادان - أشكان - Morvarid - عملية دزفول طريق مسدود (1981) - Tavakol - Nasr - الهجوم على إتش 3 الهجمات الإيرانية على تحرير الأراضي الإيرانية (1981- 1982) - عملية ثامن الأئمة - عملية طريق القدس - عملية الفتح المبين - عملية بيت المقدس (تحرير المحمرة) الهجمات الإيرانية في العراق (1982-1984) - عملية رمضان - Moslem Ibn Aqil - Muharram ol-Harram - Before the Dawn - Dawn 1 - Dawn 2 - Dawn 3 - Dawn 4 - Dawn 5 (2nd Basra) - عملية خيبر - Kurdish rebellion (1983) - Dawn 6 - Dawn 7 - Marshes الهجمات الإيرانية في العراق (1985-1987) - عملية بدر (1985) - عملية الفجر 8 (1st al-Faw) - Dawn 9 - Dawn 10 - Karbala 1 (Mehran) - Karbala 2 - Karbala 3 - Fath 1 - Karbala 4 (5th Basra) - عملية كربلاء 5 - Karbala 6 - Karbala 7 - Karbala 8 (7th Basra) - Karbala 9 - عملية كربلاء 10 - Nasr 4 المراحل النهائية (1988) - Beit-ol-Moqaddas 2 - حملة الأنفال (الهجوم الكيميائي على حلبجة) - عملية ظفر 7 - عمليات توكلنا على الله (معركة تحرير الفاو) - Shining Sun - عملية الثريا - Eternal Light - Mersad حرب الناقلات - الاشتباك الجوي السعودي الإيراني (يونيو 1984) - Earnest Will - عملية برايم شانس - عملية نهر إيجر الجليدي - عملية الرامي الرشيق - عملية فرس النبي حوادث دولية - حادثة يو إس إس ستارك - إيران للطيران الرحلة 655 |                                      || القوة البرية  | - ولي الله فلاحي · قاسم علي ظهير نجاد · علي صياد شيرازي · حسين حسني سعدي · موسی نامجو · يوسف كلاهدوز · حسن أقارب برست · حسن آبشناسان · مسعود منفرد نياكي · علي شهبازي · عطاء الله صالحي · اسماعيل سهرابي · محمد سليمي |
| القوة الجوية  | - جواد فكوري · محمد حسين مؤمن بور · هوشنغ صديق · عباس بابائي · عباس دوران · منصور ستاري · حسين خلعتبري · محمود خضرائي · علي أكبر شيرودي · أحمد كشوري · حميد رضا سهيليان                                               |
| القوة البحرية | - علي شمخاني · بهرام أفضلي · اسفنديار حسيني · محمد حسين ملك زادکان |

| القوة البرية  | - علي خامنئي · محسن رضائي · أحمد متوسليان · يحيى رحيم صفوي · حسن باقري · محمد بروجردي · حسن طهراني مقدم · حسين خرازي · قاسم سليماني · محمد حسين باقري · محمد إبراهيم همت · محمد باقر قاليباف · أحمد كاظمي · حسين همداني · مهدي زين الدين · مهدي باكري · محمد جهان آرا · محمد علي جعفري · محمود كاوه |
| القوة الجوية  | - موسی رفان · أحمد كاظمي |
| القوة البحرية | - حسين علائي |